# Gare de Langres
Gare de Langres – stacja kolejowa w Langres, w departamencie Górna Marna, w regionie Grand Est, we Francji.
Została otwarta w 1857 przez Compagnie des chemins de fer de l’Est. Jest stacją Société nationale des chemins de fer français (SNCF), obsługiwaną przez pociągi Intercités, TER Champagne-Ardenne i TER Bourgogne.